# عائذ

عائذ قبيلة عربية تسكن نجد وعسير والكويت.

## نسبها
تنتسب عائذ اليوم إلى قبيلة قحطان، وتذكر المصادر القديمة أن من قبائل نجد بنو عائذ بن سعيد من بني ربيعة بن عقيل بن كعب بن ربيعة بن عامر بن صعصعة من قبيلة هوازن المضرية.

## أسر قبيلة عائذ
- من أسر عائذ المتحضرة في نجد:

آل دريس في نعام، وحوطة بني تميم، الحريق، والدرعيه 

آل بابطين في سير وشقراء والقصيم والكويت منهم الشيخ العلاّمة عبد الله بن عبد الرحمن بن عبد العزيز 

آل البجادي في الخرج واليمامة منهم: حسن بن راشد البجادي أمير اليمامة المتوفي سنة 1195 هـ 

آل البكر في الرياض 

آل الصقر في الرياض وفي الدلم 

آل خنين في الدلم بالخرج منهم الشيخ العالم راشد بن محمد بن رشيد بن خنين العائذي 

آل داعج في اليمامة والعمارية والمزاحمية 

آل رشود في الرياض 

آل زامل في الخرج وأثيثيه وجنوبية سدير من آل عثمان وهم أمراء الخرج سابقا منهم : زامل بن عثمان أمير الخرج عام 1098 وابنه زقم بن زامل أمير الدلم ومنهم زيد بن زامل أمير الدلم عام 1190 وغيرهم من المشاهير. 

آل زهيري في عرقة 

آل سالم في الدرعية وجدهم هو حمد بن ناصر 

آل سلامة في القصيم 

آل سليمان في الحريق ومنهم الشيخ زيد بن محمد بن سليمان العائذي 

آل سيف في الدلم بالخرج 

آل الشهيل في المزاحمية والرياض 

آل عثمان في الخرج 

آل عفيصان في السلمية ومنهم إبراهيم بن عفيصان أمير عنيزة سنة 1229 هـ 

آل زاهر (الزاهر) و آل نمر (النمر) و آل فرج ( الفرج) من العوامية وهم أبناء عمومة من أبناء نمر بن محمد بن عفيصان من السلمية بالخرج 

آل عفيصان في المجمعة

آل علي في الخرج من آل عائذ 

آل عمّار في المزاحمية 

آل عواد في الدرعية ومنهم : آل جاسر في الغاط، آل معتق وآل ملحم في الزلفي 

آل عيسى في شقراء والأحساء 

آل قاسم في عودة سدير 

آل كنهل في الخرج 

آل مدرع 

آل محسن في الخرج 

آل مصبح في الدرعية 

آلمطاوعة في عيون الأحساء 

آل معيذر في اليمامة 

المفيز في ضرما والبره 

آل مطوع في الأحساء 

آل مقرن في اليمامة بالخرج 

آل موسى في اشيقر 

آل ناصر في عيون الأحساء 

آل خرجي أو الخراجا في عشيرة.
آل وقيّان في الكويت 

آل قاسم من حوطة سدير 

آل عمار في المزاحمية 

آل حمود في الرياض 

البهلال، آل أبو هلال في الزلفي والجوف 

السهلاوي في الأحساء 

آل هريري في الأحساء 

الدليمي باليمامه والدلم والسيح (الخرج) وحريملاء وملهم والدرعيه والكويت وانطاع والزبير
العطيان في الوسايط في الحوطة 

الشبانات في الحريق وروضة سدير 

المانع في الدلم.
آل نايل من جنوبية سدير